# Жанр
Жанр (фр. genre, від лат. genus: рід, плем'я) — тематичний, технічно усталений тип художньої творчості, специфічний для кожного різновиду мистецтва, які визначається своєрідністю зображення. У мистецтвознавстві — рід твору, що характеризується сукупністю формальних і змістовних особливостей.
У кожній області художньої діяльності жанрова диференціація особлива залежно від специфіки виду мистецтва: такий жанровий ряд, як «побутовий жанр — портрет — пейзаж — натюрморт», властивий живопису і неможливий в музиці, літературі і кіномистецтві; так само «пісня — романс — кантата — ораторія» є ряд специфічно музичних жанрів. Однак існують загальні для всіх мистецтв жанрові диференціації, які лише по-своєму відбиваються в кожному виді.

## Жанри в історії світової культури
Поняття жанру несе спадкоємність сприйняття: читач, виявляючи в творі ті або інші особливості сюжету, місця дії, поведінки героїв, відносить його до якого-небудь відомого йому жанру, згадуючи прочитане і дізнається в новому знайоме. Проте, крім стійкості і рівності собі категорія жанру має і прямо протилежну особливість: вона історично рухома, як і вся шкала художніх цінностей. Межі, що відокремлюють літературу від не-літератури, як і межі, що відокремлюють жанр від жанру, мінливі, причому епохи відносної стійкості поетичних систем чергуються з епохами деканонізації і формотворчості. Будь-який жанр може запозичувати специфічні особливості інших жанрів і істотно міняти свій лад і зовнішність. Ідентифікувати його у такому разі стає вкрай складно: один і той самий жанр може по-різному сприйматися в різні епохи, і останнє слово в спорі про його природу належить приймачеві.

### Жанри в античну епоху
В історії європейської естетичної думки жанр стає спеціальною темою з самого початку її існування. Найвідоміші «роздуми про жанр» — це «Поетика» Аристотеля, присвячена трагедії, і «Наука поезії» Горація, присвячена сатирі. І для Аристотеля, і для Горація жанр був сукупністю художніх норм. Антична художня думка, для якої найвищою чеснотою була міра, виробила поняття «доступності для огляду», тобто відповідності читацькому сприйняттю і вимогам смаку. Поет, який добивався «доступності» у своєму творі, добивався тим самим жанрової правильності. Всі античні думки про жанрову норму стосувалися переважно віршованих жанрів. Прозаїчні жанри не розглядалися в поетиках, оскільки вважалися «негідними», дуже пов'язаними з буденним і діловим мовленням.
Античний роман в стародавній Греції і Стародавньому Римі розглядався як тривіальна література, як «чтиво».

### Середньовіччя і Ренесанс
Оновлення жанрової системи в Європі починається в епоху пізнього середньовіччя і Ренесансу в 11-16 ст. Поети-трубадури (11-13 ст.) відновили систему ліричних жанрів (альба, серенада). Під кінець середньовіччя вперше з'являється поняття «роману». Середньовічний «роман» — твір, написаний на одній з романських мов (а не на латині), в якому відбуваються фантастичні події на екзотичному ландшафті. У 14 ст. італійський поет Данте Аліґ'єрі створює «Божественну комедію» — грандіозний синтез світського жанру епічної поеми і релігійного жанру видіння. У тому ж столітті Франческо Петрарка канонізує жанр сонету («Книга пісень»), а Джованні Боккаччо канонізує жанр новели («Декамерон»).

### Просвітництво
На рубежі 16 і 17 століть англійський драматург Вільям Шекспір пише твори, що діалектично сполучають в собі жанрові елементи трагедії і комедії («Гамлет», «Макбет», «Король Лір»).
Ні в античній, ні в середньовічній, ані в ренесансній літературі не існувало систематичного, вичерпного, що претендує на «загальність» зведення жанрових норм. Він з'явився тільки в 17 ст. Французький поет Н. Буало-Депрео в «Поетичному мистецтві» (1674) розмежував жанри за родовою ознакою, виділивши епічний рід, до якого належать героїчні та епічні поеми; драматичний рід, до якого належать трагедія і комедія; ліричний рід, до якого належать ода, елегія, балада, байка, пастораль, сатира та епіграма. Жанрова система класицизму, що регламентувалася розумом і добрим смаком визначила і основний творчий принцип цього літературного напряму: наслідування стародавнім, античним зразкам.

### Новітній час
У Новітній час відбувається дедалі більше змішування жанрових форм, паралельне потрясінню соціальних ієрархій. Наслідування, як художній принцип поступається місцем художньому принципу оригінальності: для того, щоб сказати що-небудь по-своєму, необхідно наполягати на своєму. Поняття традиції виявляється скомпрометовано як таке, що сковує емансиповану і творчо самодостатню особу. Жанри як «вмістища традиції» піддаються критиці і переосмислюються. Далеко не випадково, що саме в ситуації кризи жанрових форм (18 і 19 століття) виникає і затверджується роман, що вміщає в себе всі жанри відразу і що таким чином поглинає їх.
У 20 столітті жанри переживають і принципове переосмислення і радикальну перебудову: стають можливі найнесподіваніші експериментальні з'єднання і, оскільки вже ніщо не розуміється само собою,— історично сформована і засвідчена традицією і тим самим успадкована за певними художніми формами закріпленість визначених тем і мотивів, зв'язуючи їх між собою впізнаваними відчуттями і думками перетворюється на проблему і для автора, і для читача.